# Catalina Castaño
Catalina Castaño Álvarez (phiên âm Mỹ- Tây Ban Nha: [kataˈlina kasˈtaɲo ˈalβares]; sinh ngày 7 tháng 7 năm 1979) là một tay vợt nữ chuyên nghiệp về hưu đến từ Colombia. Cô được huấn luyện bởi huấn luyện viên người Anh sinh ra tại Peru gốc Phi có tên là Pablo Giacopelli, đây là người huấn luyện cô từ năm 2004.
Cô đã giành được sáu giải thưởng Liên đoàn Quần vợt Quốc tế trong sự nghiệp của mình.
Castano đã đánh bại 20 cầu thủ hàng đầu như Nicole Vaidišová, Anna-Lena Grönefeld, Patty Schnyder, Paola Suárez, Li Na và Lucie Šafářová.

## Tổng quan sự nghiệp

### 1999–2004
Năm 1999, cô giành danh hiệu ITF đầu tiên tại Santiago. Năm sau, cô giành được hai danh hiệu ITF ở Midlothian và Cali. Năm 2001, cô đến vòng tứ kết tại giải đấu ở Bogotá, Colombia. Năm 2002, Castaño tiến vào bán kết ở Bogotá. Cô lọt vào đến bốn trận chung kết ITF, thắng hai trong số đó. Cô đã thắng 39 trận trong năm và thua 18 trận. Vào năm 2004, cô đã lọt vào tứ kết ở Bogotá lần thứ ba. Cô cũng có sự khác biệt khi trở thành người chơi cuối cùng bị đánh bại bởi Martina Navratilova tại Wimbledon trong các giải đơn nữ, thua trận 6-0 6-1. Cô đã giành được danh hiệu ITF thứ sáu tại Orbetello.

### 2006
Tại Charleston vào giữa tháng 4, Catalina đạt đến tứ kết hạng I đầu tiên sau khi đánh bại Ashley Harkleroad, Nicole Vaidišová và Marion Bartoli. Chiến thắng 7–5-6–2 của cô trước Vaidišová, người được xếp hạng 14 vào thời điểm đó, là chiến thắng tốt nhất của cô trong năm. Tuần sau ở Berlin, Catalina đánh bại Anna-Lena Grönefeld, người được xếp hạng 14 vào thời điểm đó, 6–3 2–6 6–3. Đó là chiến thắng thứ hai của Catalina với 15 cầu thủ hàng đầu trong nhiều tuần. Vào tháng 5, cô lần đầu tiên đến được vòng tứ kết ở Istanbul. Cô đạt được thứ hạng cao nhất của mình, vị thứ 35 vào ngày 16 tháng 7.

### 2007
Catalina bắt đầu năm 2007 với một khởi đầu vững chắc, lập kỷ lục hai lần ra sân ở tứ kết Gold Coast và Hobart vào tháng Giêng. Tại Gold Coast, cô đã đánh bại Li Na, người được xếp hạng 21 vào thời điểm đó, 6–4 1–6 6–2.

### 2014
Castano đã nghỉ hưu vì cô ấy đã bị chẩn đoán ung thư vú.